# Kūh-e Karkas
Kūh-e Karkas (persiska: کوه کرکس) är ett berg i Iran.   Det ligger i provinsen Esfahan, i den centrala delen av landet, 250 km söder om huvudstaden Teheran. Toppen på Kūh-e Karkas är 3 910 meter över havet.
Terrängen runt Kūh-e Karkas är bergig österut, men västerut är den kuperad. Kūh-e Karkas är den högsta punkten i trakten. Runt Kūh-e Karkas är det glesbefolkat, med 13 invånare per kvadratkilometer. Närmaste större samhälle är Natanz, 12,6 km nordost om Kūh-e Karkas. Trakten runt Kūh-e Karkas är ofruktbar med lite eller ingen växtlighet.